# 敖汉右旗扎萨克郡王
敖汉右旗扎萨克多罗郡王为清朝内扎萨克蒙古敖汉右翼旗的世袭扎萨克多罗郡王，俗稱「海力王」（Хайр ван）。清顺治元年（1644年），达延汗五世孙、敖汉部领主索诺木杜棱病逝。顺治五年（1648年），被追封为多罗郡王，诏世袭罔替。其子玛济克袭爵。原为闲散王公，宣统三年（1911年）清廷设敖汉右翼旗，末代郡王色凌端鲁布被授予扎萨克職務。民國初年北洋政府又於1912年晉升為扎薩克親王，直至1937年該旗被併入敖漢旗，職務廢除。

## 敖汉右旗扎萨克郡王世系
| 世代     | 姓名                 | 年份           | 备注                     |
| -------- | -------------------- | -------------- | ------------------------ |
| 第一代   | 索诺木杜棱           | 1648年         |                          |
| 第二代   | 玛济克               | 1648年－1666年 | 索诺木杜棱子             |
| 第三代   | 布达                 | 1666年－1674年 | 玛济克弟                 |
| 第四代   | 萨木丕勒             | 1674年－1689年 | 布达子                   |
| 第五代   | 阿敏达赉             | 1689年－1690年 | 萨木丕勒子               |
| 第六代   | 额色蒙克             | 1690年－1691年 | 阿敏达赉弟               |
| 第七代   | 达什达尔札           | 1691年－1704年 | 额色蒙克弟               |
| 第八代   | 瓦勒达               | 1704年－1705年 | 达什达尔札从弟           |
| 第九代   | 鄂勒斋图             | 1705年－1748年 | 瓦勒达从弟               |
| 第十代   | 喇什喇布坦           | 1748年－1779年 | 鄂勒斋图子               |
| 第十一代 | 齐默特噜瓦           | 1779年－1805年 | 喇什喇布坦子             |
| 第十二代 | 甘萨巴拉             | 1805年－1843年 | 齐默特噜瓦子             |
| 第十三代 | 布彦德勒格哷固鲁克齐 | 1843年－1870年 | 甘萨巴拉子               |
| 第十四代 | 察克达尔札布         | 1870年－1906年 | 布彦德勒格哷固鲁克齐嗣子 |
| 第十五代 | 色凌端鲁布           | 1906年－1933年 | 察克达尔札布子           |